# Thalassia testudinum
Thalassia testudinum, conocido comúnmente como hierba de tortuga , es una especie de planta que habita en el Caribe. Es un habitante del litoral y se caracteriza por formar praderas en lugares arenosos o fangosos poco profundos y con iluminación intensa. Las praderas de Thalassia testudinum constituyen el hábitat de una gran diversidad de invertebrados tales como moluscos y crustáceos, además de constituir parte fundamental de la dieta de la tortuga verde (Chelonia mydas)  y del manatí (Trichechus manatus).

## Descripción
Thalassia testudinum está conformada por un largo rizoma de crecimiento el cual pueden estar enterrado hasta a unos 25 centímetros de profundidad en el sustrato, pero habitualmente se encuentra a unos 5 a 10 cm por debajo de la superficie de hierba perenne. En algunos puntos del rizoma se producen nodos de donde salen las hojas, de dichos nodos puede salir una sola hoja presentar un racimo de varias hojas, las cuales son lineales y rectas como cintas.
Dichas hojas pueden alcanzar los 30 centímetros de largo y 2 cm de ancho y tienen puntas redondeadas. Las flores crecen en tallos cortos en las axilas de las hojas y son de color blanco verdoso, en ocasiones teñidas de rosa, y son seguidas por las vainas de semillas.

## Distribución
La hierba tortuga presenta una amplia área de distribución por todo el Mar Caribe habiéndosele señalado para México el Golfo de México, hacia el norte del estado de la Florida – Estados Unidos y las islas Bermudas En Centroamérica se tiene reporte para Belice para las islas del Caribe se ha señalado en las Bahamas a las costas caribeñas de sur América se le ha señalado para Colombia y Venezuela

### Hábitat
Thalassia testudinum habita en praderas en aguas tranquilas de arena gruesa fangosa, grueso y fondos marinos arcillosos, especialmente aquellos con un contenido calcáreo. Esta hierba la favorece aguas de alta salinidad con baja turbidez como las lagunas tranquilas. No puede crecer en agua dulce, pero puede tolerar aguas con una salinidad de 10 partes por mil. El intervalo preferido de la planta es de 25 a 38,5 partes por mil con un rango de temperatura de 20 a 30 °C. Se encuentra desde línea de baja mar a profundidades de 30 metros, dependiendo de la claridad del agua. Con frecuencia crece en los praderas de pastos marinos con otras especies en los que es ella es la especie dominate.

## Reproducción
La Hierba tortuga presenta reproducción asexual y sexual. El principal método de propagación asexual es por aumento de la longitud de los rizomas. Esto tiene lugar principalmente en primavera y principios de verano, pero puede ocurrir en cualquier momento del año y los resultados en un aumento en el tamaño del área de la comunidad. Se ha descubierto que donde las plantas han sido dañados mecánicamente, como puede ser mediante la hélices de los barcos, los extremos cortados de los rizomas son incapaces de crecer lo que ocasiona espacios vacíos en el área superficial de la comunidad.
Inusualmente para el medio marino, la hierba de tortuga es una planta con flores. En la primavera y principios del verano, muchas plantas de la hierba de tortuga producen pequeñas flores en la base de las hojas. Las flores masculinas y femeninas crecen en plantas separadas. Las frutas se desarrollan en un período dos a cuatro semanas, y se desprenden alejándose por acción del oleaje y corrientes esta pueden flotar cerca de ocho semanas. Las semillas son vivíparos y puede iniciar nuevos parches de pastos marinos aunque se cree que el principal método de reproducción de esta planta es asexual.

## Ecología

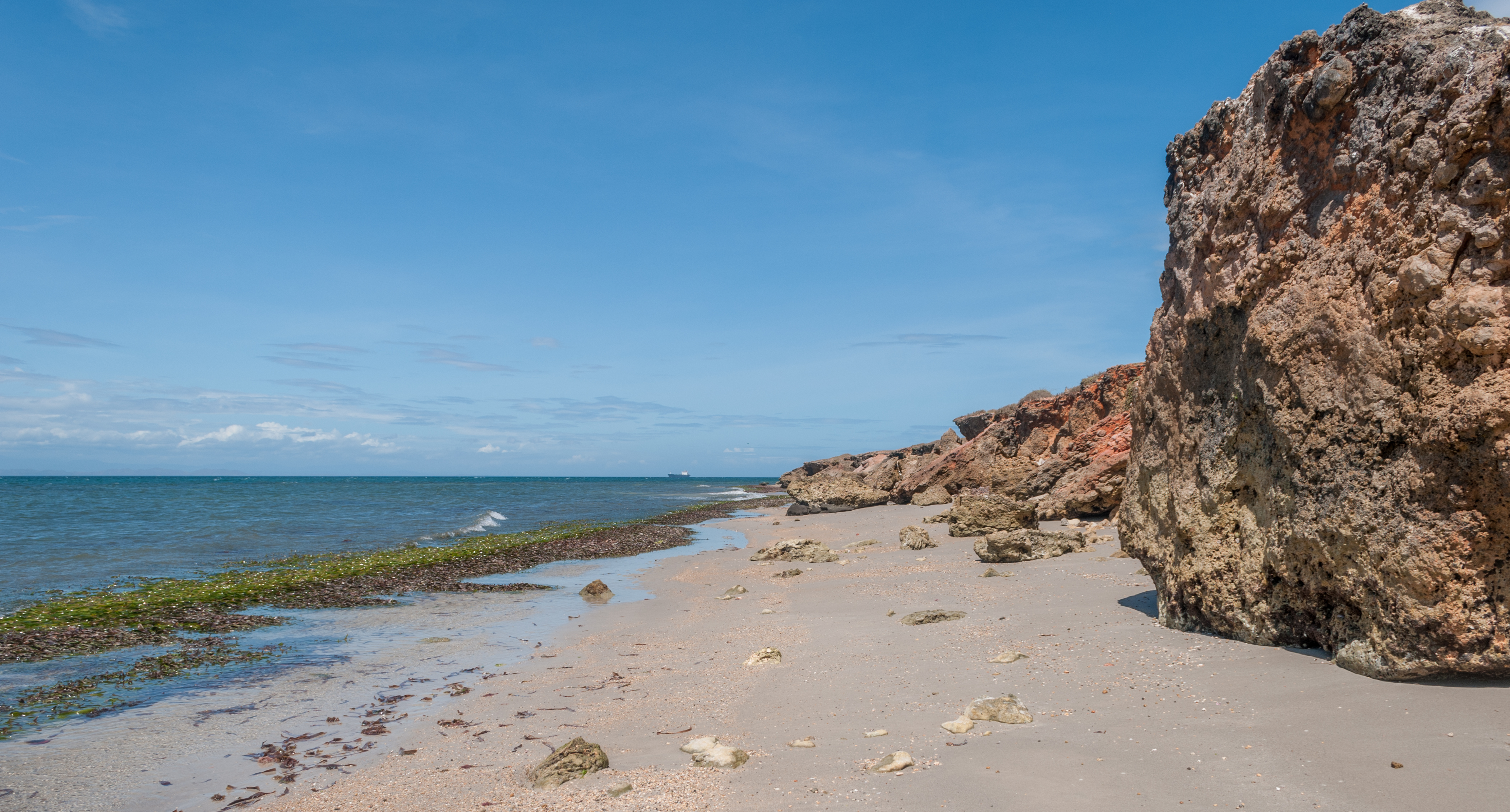
Densa pradera de Thalassia testudinum en playa El Mangillo, Isla de Margarita estado Nueva Esparta - Venezuela

Thalassia testudinum y otros pastos marinos forman praderas que son hábitats importantes de alimentación. Especies marinas asociadas incluyen Halophila engelmannii y Syringodium filiforme. Muchos epifitas crecen en los pastos, y algas, diatomeas así como películas bacterianas cubren la superficie de las láminas de las hojas. La hierba es comida para las tortugas, peces loro herbívoro, pez cirujano y erizos de mar, mientras que las capas de la superficie de las hojas son una fuente de alimento para muchos invertebrados pequeños. La descomposición hojas de hierba de tortuga es la responsable de la mayor parte del detritus en zonas de las pradera. Esta hierba está sujeto a episodios periódicos de muerte regresiva, como ocurrió en el área de Florida Bay. Uno de tales episodio en 1987 mató a una gran proporción de las plantas y el aumento de la sedimentación resultante y un mayor crecimiento de epifitas en las plantas restantes causó un evento de muerte regresiva secundaria. Las áreas afectadas ya han sido resembrado y plantadas con rizomas y se han recuperado. En general, la población de esta hierba es estable.
El Rhizomatous de la alga verde del género Caulerpa suelen vivir entre las hierbas y muchos animales hacen de la praderas de esta fanerógama su casa. Estos incluyen los bivalvos y otros moluscos, gusanos poliquetos, anfípodos y peces juveniles que se esconden entre las láminas foliares, erizos de mar, cangrejos y camarones carideos.
Thalassia testudinum suele formar una compleja comunidad donde se suelen distinguir diferentes tipos de asociaciones destacando las siguientes:
- Organismos que habitan fijas sobre hojas, estos son principalmente algas ejemplos son la los géneros de algas Ulva y Colpomenia.
- Infauna constituida por los organismos que habitan entre el rizoma entre ellos se hallan holoturias de género Thyone, bivalvos como Codakia orbicularis y Modiolus tulipus y gastrópodos del género Cantharus.
- Finalmente se halla los organismos que habitanentre y sobre la hierba entre ellos se tienen al manti Thichechus mantus y a la tortuga verde Chelonias mydas gastropodos de gran tamaño como; Lobatus gigas, Voluta musica, Chicoreus brevifrons y Fasciolaria tulipa e individuos del género Aplysia; equinodermos como la estrella de mar Oreaster reticulatus y los erizo de mar Diadema antillarum, Lytechinus variegatus y Tripneutes ventricosus; para praderas de Thalassia testudinum localizadas en el Parque nacional Archipiélago de Los Roques[8] se han señalado los siguientes géneros de camarones Prericlinemes, Leander, Alpheus, Salmoneus, Automate, Thor, Lautretes, Hyppolyte y Processa.

### Importancia en la consolidación del sustrato
Se ha observado que cuando ocurren huracanes las áreas oceánicas donde no existen praderas de Thalassia testudinum se pierde fácilmente el sustrato, mientras que por el contrario donde existen las hojas actúan reduciendo la velocidad de la corriente y rizomas situado en sedimentos permitir la estabilización del sustrato y limita severamente la erosión. Adicionalmente los restos de plantas muertas se acumulan en la zona tranquila formado entre las hojas de vida, una capa de sedimento más gruesa de sustrato o Suelo.

## Taxonomía y sistemática

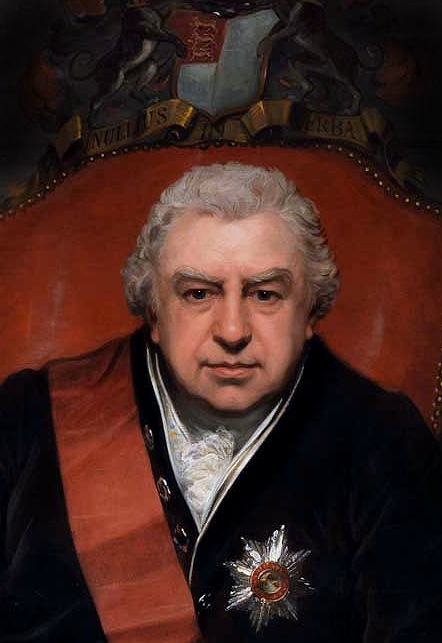
Joseph Banks

Thalassia testudinum fue descrita científicamente en 1805 por el naturalista británico Joseph Banks en Annals of Botany, Volumen 2, publicado por el naturalista alemán Karl Dietrich Eberhard König.
Esta es la especie tipo del género Thalassia.

## Especies similares
- Halodule beaudetti, que vive en las mismas áreas, tiene hojas con una longitud media más corta, el extremo menos redondeada y dentada.[28]
- Thalassia hemprichii, otra especie del mismo género y también llamada "hierba de tortuga", y que se ve muy parecida, vive en el mar Rojo y la cuenca del Indo-Pacífico.[28]

## Galería

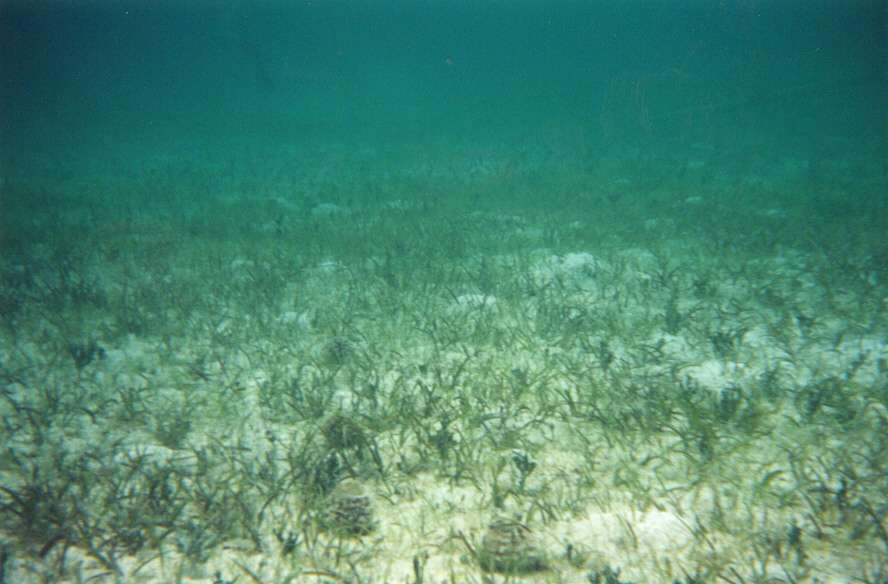
Pradera de Thalassia testudinum con erizos de mar Tripneustes ventricosus en Grahams Harbour, Isla San Salvador, Bahamas.
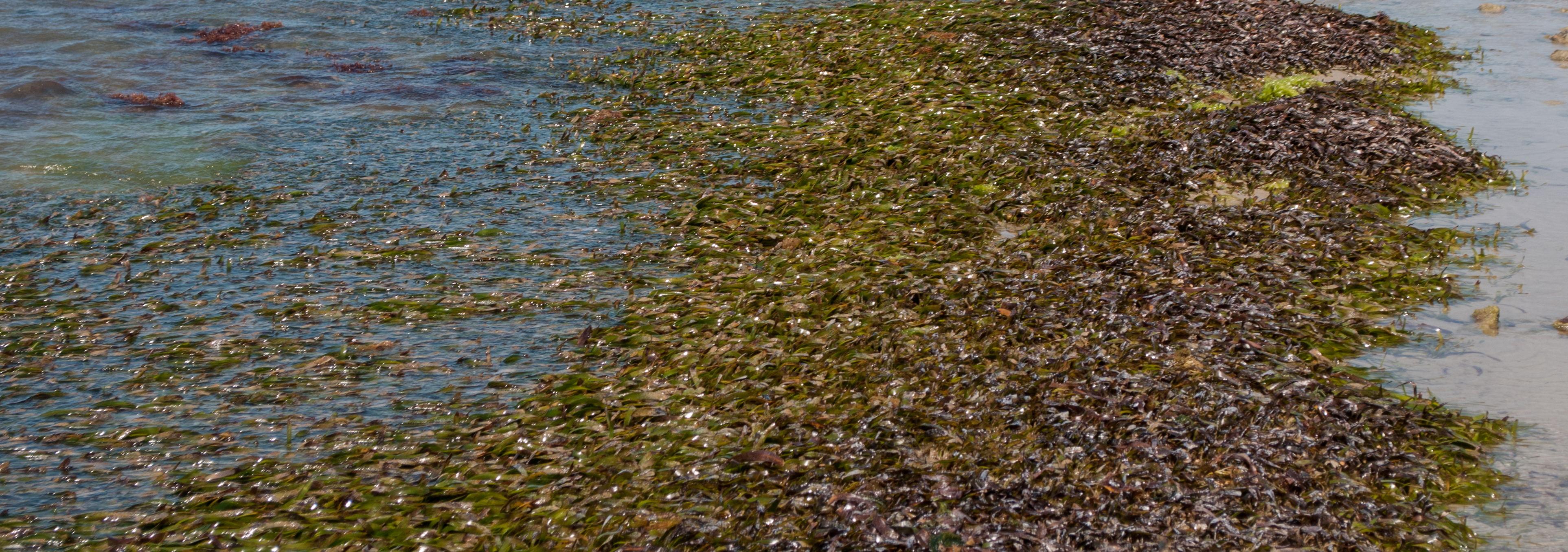
Pradera de Thalassia testudinum en El Manglillo,  Isla de Margarita estado Nueva Esparta - Venezuela.
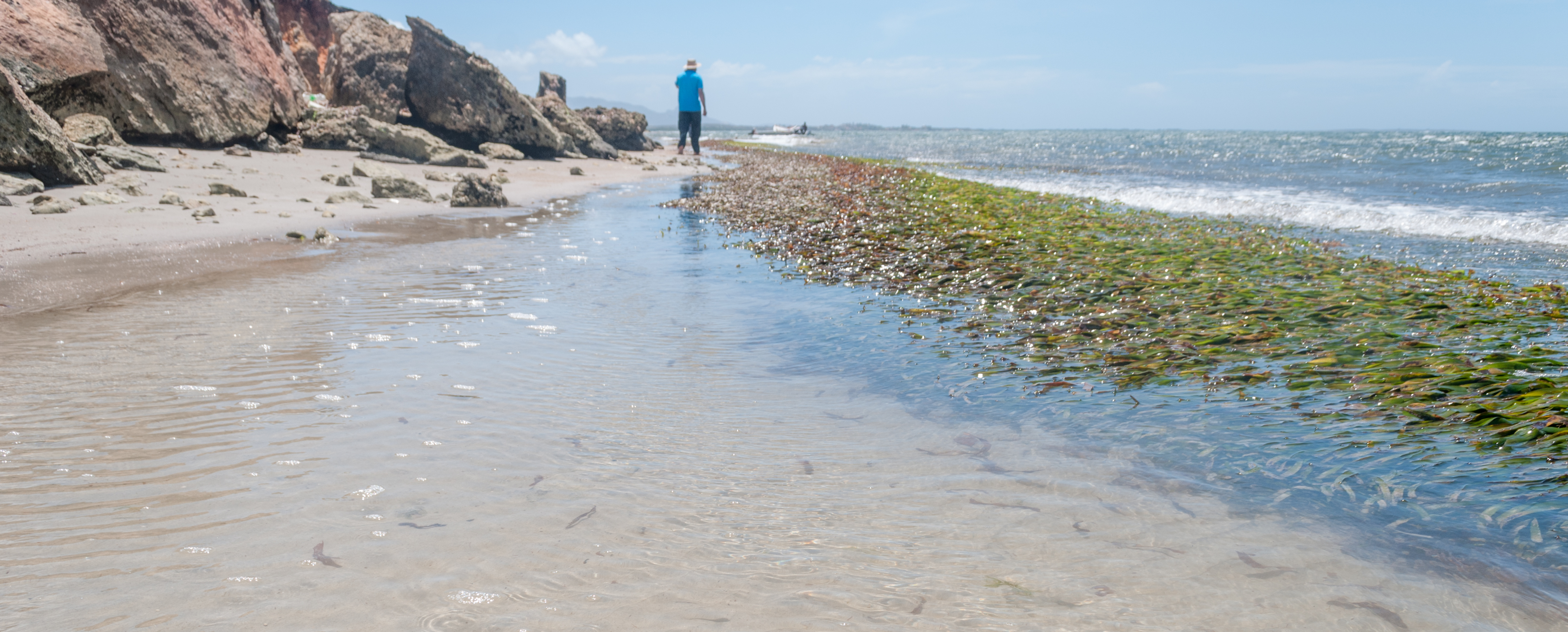
Pradera de Thalassia testudinum en El Manglillo,  Isla de Margarita estado Nueva Esparta - Venezuela.
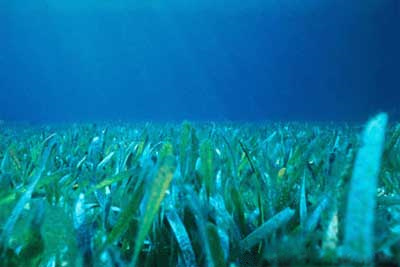
Pradera de Thalassia testudinum en costa,  del  estado Florida - Estados Unidos.
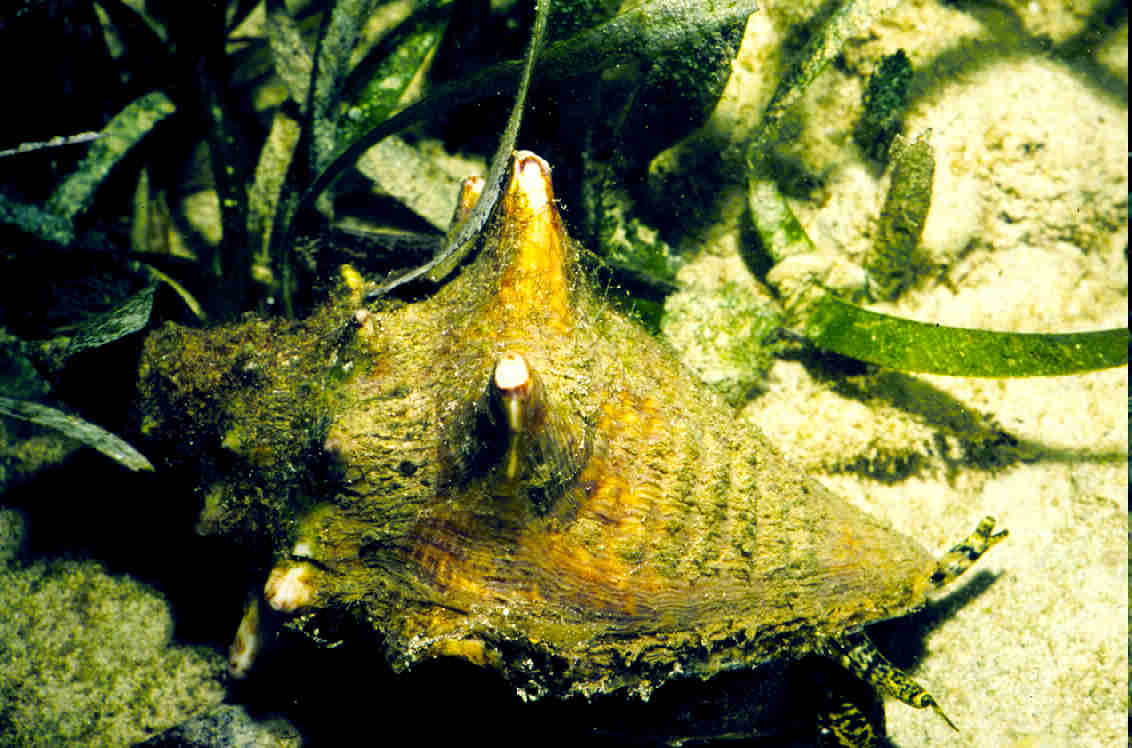
Lobatus gigas fauna asociada a pradera de Thalassia testudinum
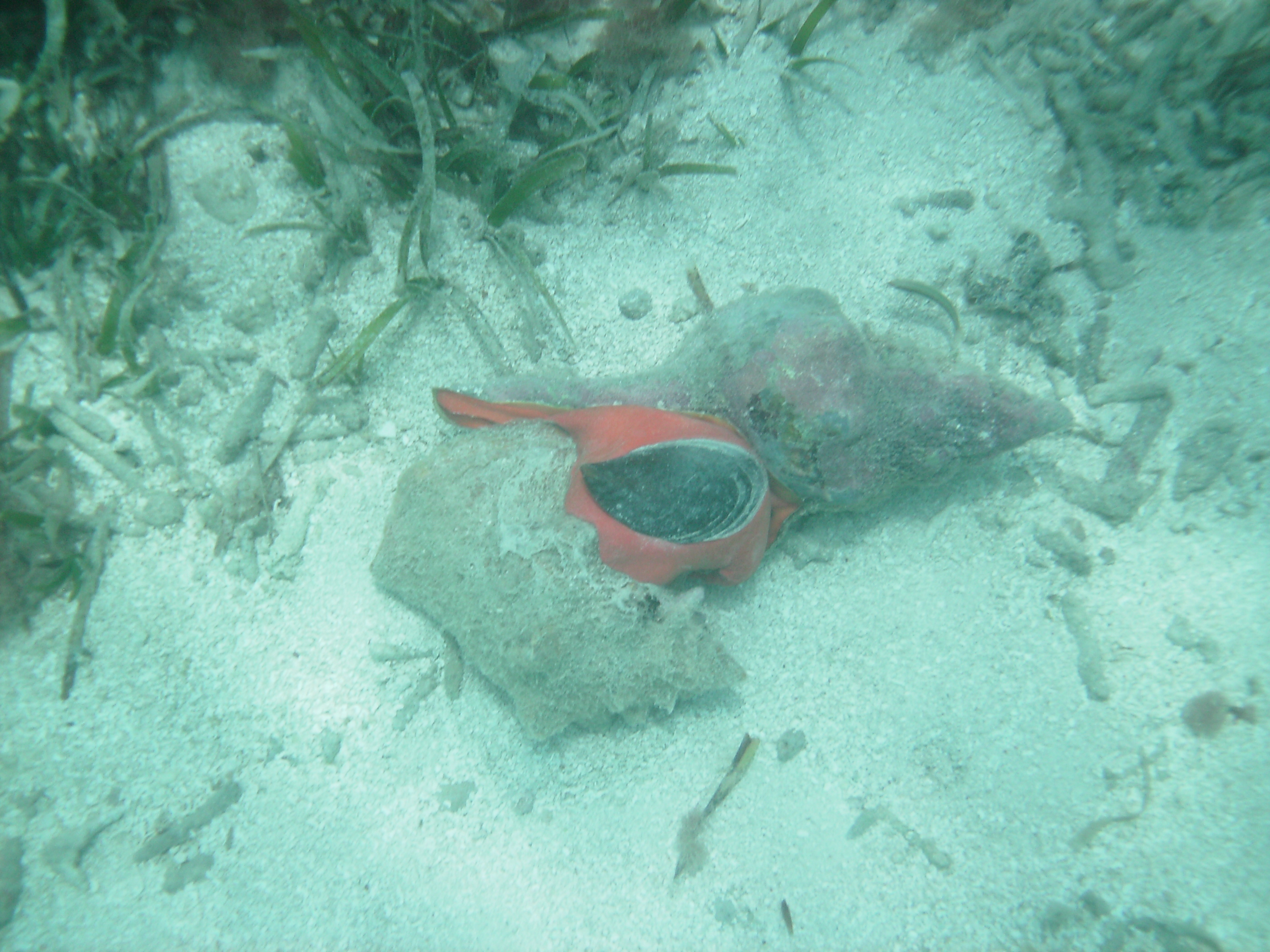
Triplofusus giganteus fauna asociada a pradera de Thalassia testudinum
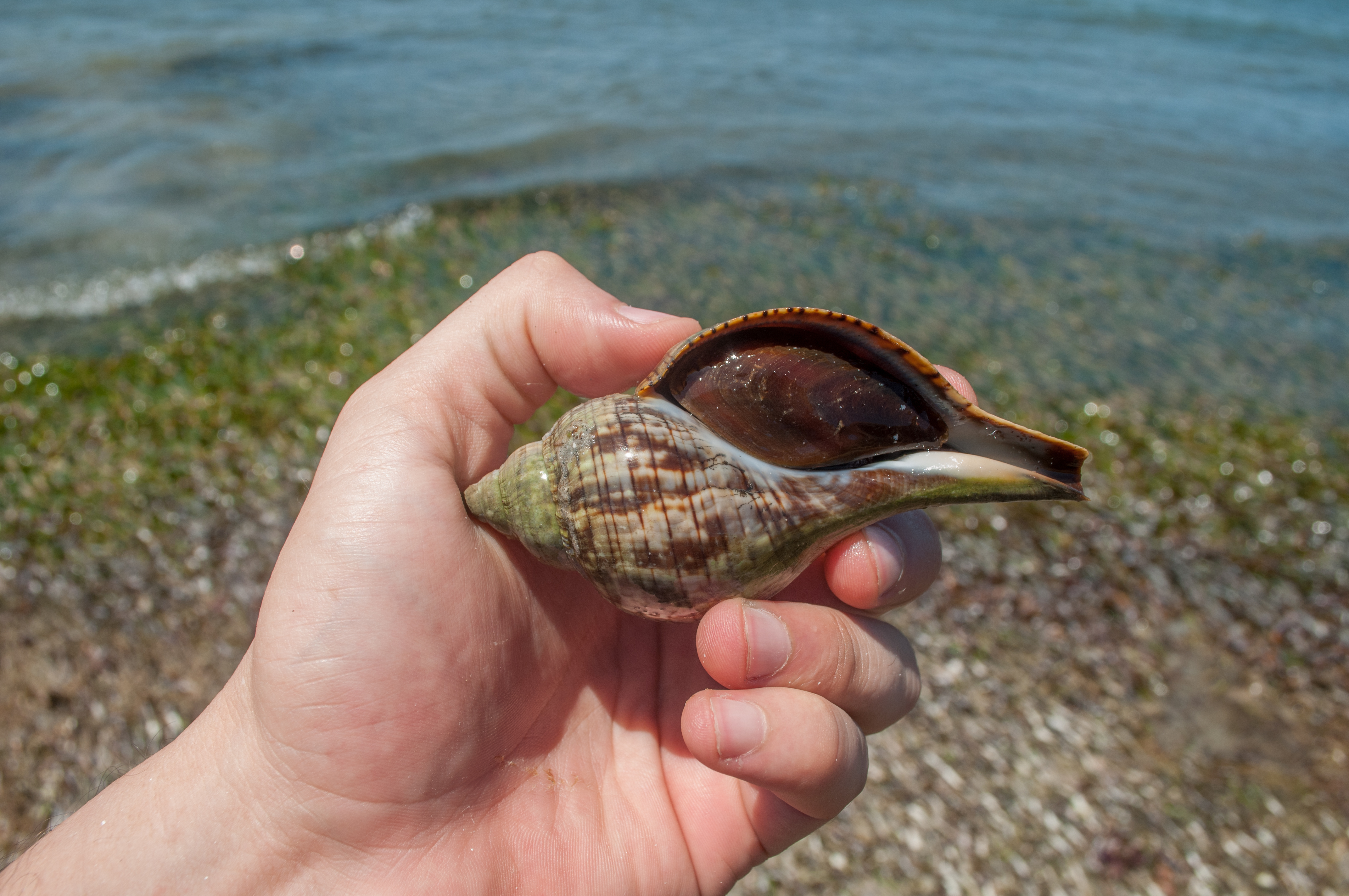
Fasciolaria tulipa fauna asociada a pradera de Thalassia testudinum
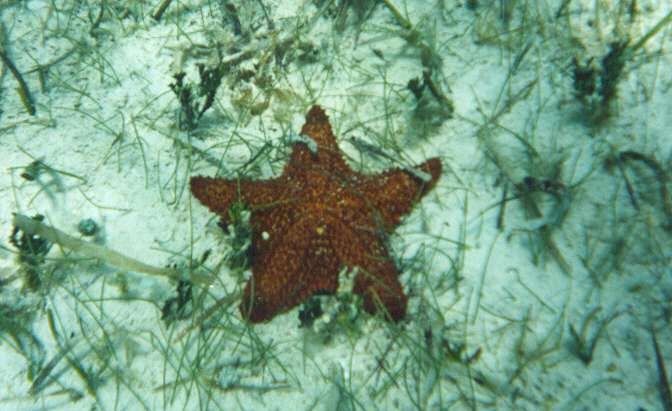
Oreaster reticulatus fauna asociada a pradera de Thalassia testudinum

### Videos
- Youtube: Seagrass bed, San Salvador, Bahamas

- Datos: Q3519445
- Multimedia: Thalassia testudinum / Q3519445
- Especies: Thalassia testudinum